# Good Time (filme)
Good Time (prt: Good Time; bra: Bom Comportamento) é um filme de drama estadunidense de 2017 dirigido e escrito por Ben Safdie e Josh Safdie. Protagonizado por Robert Pattinson e Jennifer Jason Leigh, estreou no Festival de Cannes 2017, no qual competiu para a Palm d'Or.

## Elenco
- Robert Pattinson como Constantine "Connie" Nikas
- Jennifer Jason Leigh como Corey
- Ben Safdie como Nick Nikas
- Barkhad Abdi como Dash
- Buddy Duress como Ray
- Taliah Webster como Crystal